# Ornitocheir
Ornitocheir (Ornithocheirus) – rodzaj dużego pterozaura żyjącego we wczesnej kredzie (alb) na obszarze dzisiejszej Europy.

## Nazwa
Ornithocheirus pochodzi z greki (ορνις- ornis- oznacza ptaka, natomiast χειρ- cheir- rękę). Nazwę rodzajową można więc przetłumaczyć na "ptasią rękę" albo "rękę ptaka".

## Gatunki
Z pewnością do tego rodzaju można zaliczyć wyłącznie jego gatunek typowy, Ornithocheirus simus, znany z kilku fragmentów szczęk odkrytych na terenie angielskiego hrabstwa Cambridgeshire. Uznawany przez różnych autorów za pterozaura o długim pysku z kostnym grzebieniem na przedniej części pyska, bądź też za pterozaura o krótkim, wysokim i masywnym pysku; Rodrigues i Kellner (2013) wskazują, że fragmentaryczność zachowanych kości O. simus bardzo utrudnia określenie, która z tych interpretacji jest poprawna.
W przeszłości do tego rodzaju zaliczano również szereg innych gatunków pterozaurów znanych ze skamieniałości odkrytych w Europie i Ameryce Południowej; np. Unwin (2001, 2003) zaliczył do rodzaju Ornithocheirus południowoamerykański gatunek Tropeognathus mesembrinus Wellnhofer (1987). Jednakże w ocenie Rodrigues i Kellnera (2013) różnice w budowie zachowanych kości O. simus i odpowiadających im kości T. mesembrinus uzasadniają pozostawienie tych gatunków w odrębnych rodzajach; ponadto przeprowadzone przez autorów analizy filogenetyczne nie potwierdzają bliskiego pokrewieństwa obu gatunków. Z kolei z analizy filogenetycznej przeprowadzonej przez Andresa i Myersa (2013) wynika, że T. mesembrinus jest taksonem siostrzanym do kladu obejmującego Ornithocheirus simus, Coloborhynchus clavirostris i Coloborhynchus wadleighi (przenoszony przez część autorów do odrębnego rodzaju Uktenadactylus); wymienione cztery gatunki tworzyły klad siostrzany do rodziny Anhangueridae.
Następujące gatunki (według obecnego stanu wiedzy) były mylnie włączane do rodzaju Ornithocheirus:
- Palaeornis cliftii Mantell (1844) – nomen dubium[1]
- Pterodactylus curtus Owen (1874) – nomen nudum[1]
- Osteornis diomedeus Gervais (1844) – nomen dubium[1]
- Ptenodactylus macrorhinus Seeley (1869) – nomen nudum[1]
- Ornithocheirus oxyrhinus Seeley (1870) – nomen dubium[1]
- O. hlavatschi (Fritsch, 1905)
- O. weidenrothi (Wild 1990)
- O. bunzeli (Seeley 1881)